# Hans Henken
Hans Henken (Laguna Beach, 4 de junio de 1992) es un deportista estadounidense que compite en vela en la clase 49er.
Participó en los Juegos Olímpicos de París 2024, obteniendo una medalla de bronce en la clase 49er (junto con Ian Barrows). En los Juegos Panamericanos de 2023 obtuvo una medalla de oro en la misma clase.

## Palmarés internacional
| Juegos Olímpicos     | Juegos Olímpicos | Juegos Olímpicos  | Juegos Olímpicos |
| Año                  | Lugar            | Medalla           | Clase            |
| -------------------- | ---------------- | ----------------- | ---------------- |
| 2024                 | París (Francia)  | Medalla de bronce | 49er             |
| Juegos Panamericanos |                  |                   |                  |
| Año                  | Lugar            | Medalla           | Clase            |
| 2023                 | Santiago (Chile) | Medalla de oro    | 49er             |